# Dusona zonata
Dusona zonata là một loài tò vò trong họ Ichneumonidae.